# Stotts City
Stotts City is een plaats (city) in de Amerikaanse staat Missouri, en valt bestuurlijk gezien onder Lawrence County.

## Demografie
Bij de volkstelling in 2000 werd het aantal inwoners vastgesteld op 250.
In 2006 is het aantal inwoners door het United States Census Bureau geschat op 265, een stijging van 15 (6,0%).

## Geografie
Volgens het United States Census Bureau beslaat de plaats een oppervlakte van
1,3 km², geheel bestaande uit land. Stotts City ligt op ongeveer 384 m boven zeeniveau.

## Plaatsen in de nabije omgeving
De onderstaande figuur toont nabijgelegen plaatsen in een straal van 16 km rond Stotts City.